# Os Cinco Crioulos
Os Cinco Crioulos foram um grupo musical brasileiro de samba na década de 1960, resultante da mistura entre os integrantes dos conjuntos A Voz do Morro e Rosa de Ouro (criado para o espetáculo homônimo). Eles eram Anescar do Salgueiro, Elton Medeiros, Jair do Cavaquinho, Mauro Duarte (substituindo Paulinho da Viola, que integrava os dois conjuntos antecessores) e Nelson Sargento.

## Discografia[1]
| Álbuns | Álbuns                                                                                                   | Álbuns | Álbuns    |
| Ano    | Título                                                                                                   | Mídia  | Gravadora |
| ------ | --- | ------ | --------- |
| 1967   | Samba... no duro                                                                                         | LP     | Odeon     |
| 1968   | Samba... no duro                                                                                         | LP     | Odeon     |
| 1969   | Samba... no duro                                                                                         | LP     | Odeon     |
| 2000   | A música brasileira deste século por seus autores e intérpretes - Paulinho da Viola e os Quatro Crioulos | CD     | ???       |

## Integrantes[1]
estes são ou foram integrantes do grupo
- Ascecarzinho do Salgueiro
- Eltom Medeiros
- Jair do Cavaquinho
- Mauro Duarte
- Nelson Sargento
- Paulinho da Viola